# Теттау (Бранденбург)
Теттау (нем. Tettau) — община в Германии, в земле Бранденбург.
Входит в состав района Верхний Шпревальд-Лужица. Подчиняется управлению Ортранд. Население составляет 828 человек (на 31 декабря 2010 года). Занимает площадь 8,80 км².
| Год  | Население |
| ---- | --------- |
| 2005 | 892       |
| 2010 | 827       |